# Eulophia monile
Eulophia monile är en orkidéart som beskrevs av Heinrich Gustav Reichenbach. Eulophia monile ingår i släktet Eulophia och familjen orkidéer. Inga underarter finns listade i Catalogue of Life.